# Сухов Федір Володимирович
Федір Володимирович Сухов (рос. Фёдор Владимирович Сухов; нар. 12 квітня 1960, Красноярськ-26, РРСФР, СРСР) — радянський і  російський актор театру та кіно, театральний режисер. Художній керівник, актор та режисер педагогічного театру «Творчий Центр на Набережній».

## Життєпис
Федір Сухов народився 12 квітня 1960 року у закритому місті Красноярськ-26. У 1966 році переїхав до Москви. У 1977 році закінчив фізико-математичну школу.
У 1980 році, разом з товаришами, створив аматорський «Театр на набережній», задуманий як творча співдружність дітей та дорослих, в якому Федір Сухов є художнім керівником, режисером, педагогом і автором п'єс. На базі театру, в 1994 році, було відкрито державну установу додаткової освіти — Центр дитячої творчості «Театр на набережній».
Федір Сухов дебютував у кіно в 1980 році, зігравши головну роль у фільмі Ельдора Уразбаева «Дивись в обидва!».
У 1982 році був запрошений Сергія Герасимова на його курс до ВДІКу вільним слухачем, як знак визнання вдалої ролі Олексія Пєшкова у навчальній роботі студентів курсу Марлена Хуцієва «Мої університети» в 1981 році. Навчався у ВДІКу та Московському енергетичному інституті одночасно, аж до смерті Герасимова.
Закінчив факультет автоматики та обчислювальної техніки Московського енергетичного інституту в 1984 році. Після закінчення інституту працював програмістом в НДІ до 1988 року.
У 1993 році закінчив ВТУ ім. Бориса Щукіна (заочний режисерський факультет), був прийнятий у Гільдію акторів кіно Росії та Спілку кінематографістів Росії.
З 1994 року Федір Сухов займається театрально-педагогічною працею.

## Фільмографія
- 2015 — «Орден» — маршал Кирило Мерецков
- 2015 — «Це наші діти!» — Дмитро, видавець
- 2014-2015 — «Корабель» — Полозков, капітан
- 2013 — «Перше кохання» — Іван
- 2004 — «Вершник на ім'я смерть» — Максиміліан Волошин
- 2004 — «День повного місяця[ru]» — Валера
- 2001 — «ДМБ: Знову в бій» — Гальперін
- 2001 — «Лавина» — священик
- 1996 — «Любить по-русски 2» — отець Василь
- 1995 — «Будинок[ru]» — Віктор Лопахін
- 1994 — «Зона Любе[ru]» — «Сивий»
- 1992 — «Час збирати каміння» — князь
- 1991 — «Американський шпигун» — Микола Корольов
- 1991 — «Одкровення Іоанна Першодрукаря» — Іван Федоров, головна роль
- 1989 — «Князь Удача Андрійович» — князь Удача Андрійович
- 1989 — «Фанат» — Гриша
- 1988 — «Державний кордон. Солоний вітер» — Павло Бєлов
- 1987 — «Шантажист» — міліціонер
- 1985 — «Знай наших!» — Максим Горький
- 1984 — «Лев Толстой» — Максим Горький
- 1984 — «Розставання» — Веніамін Черепанов, головна роль
- 1983 — «Комбати» — механік-водій, сержант Михайло Федотов
- 1983 — «Прости мене, Альоша!» — Анатолій
- 1983 — «Тепло рідного дому» — Мітя
- 1983 — «Екіпаж машини бойової» — німецький танкіст
- 1982 — «Взяти живим» — Василь Ромашкін, головна роль
- 1981 — «Оленяче полювання» — Михайло
- 1981 — «Дивись в обидва!» — Олексій Команов, червоноармієць